# Camp Century
Camp Century, blev i 1958 påbegyndt som en base under indlandsisen ca. 250 km øst for Thule Air Base.
På stedet var indlandsisen 1391 meter tyk. Den amerikanske hær foretog de første iskerneboringer og var de første der nåede grundfjeldet. 
Camp Tuto var indgangen på indlandsisen til Camp Century.
Camp Century blev officielt lukket 1. april 1966.
Varme og el blev fremstillet af et transportabelt atomkraftværk PM-2A fra Alco Products Inc.. Dette atomkraftværk var ved at blive knust af ismasserne, hvilket var den direkte årsag til at Camp Century blev opgivet.
I denne specielle isverden foregik inden da omfattende eksperimenter, der skulle undersøge, hvordan isen påvirkede forskellige materialer, og om det var muligt at bygge permanente anlæg under isen.
Camp Century var et forstadie til operation Iceworm.
Planen gik ud på at placere op til 600 atombevæbnede mellemdistance-raketter i et 4000 km langt istunnelsystem 10 meter under indlandsisen. Der skulle bores nye tunneller hvert år, så missilerne hele tiden kunne skifte position.
Planlæggerne havde beregnet, at hele komplekset ville dække ca. 140.000 km2, og at det ville kræve 11.000 mand at betjene systemet.
Projektet blev imidlertid aldrig ført ud i livet.

## Nyhedsdækning om Camp Century
I 1960 bragte den grønlandske avis Atuagagdliutit farverige historier om Camp Century, som skildrede projektet som en "atomby under indlandsisen", "et fantastisk projekt" og "en amerikansk verden midt i stenalderen". Formålet med projektet var officielt at lave en moderne forskningsby med underholdning under isen og at bygge en 200 km lang jernbanetunnel fra Thule til Camp Century. 

## Film
Det amerikanske forsvar producerede i 1963 en hemmeligstemplet film med titlen "Camp Century", der i dag ligger tilgængelig på youtube. Filmen leverer billeder fra opbygningen af Camp Century og hverdagen med følge af en fortællerstemme fra US Army. 
I marts 2025 delte USA's præsident Donald Trump i sociale medier en nyproduceret video, som blandt andet indeholdt klip fra denne film. Formålet med videoen var at fortælle, at USA har beskyttet Grønland siden 2. verdenskrig.

## Ekstern henvisning
- Clark, Elmer F. (1965) : Camp Century : evolution of concept and history of design construction and performance. U.S. army materiel command. Cold Regions Research & Engineering Laboratory. Afsluttende officiel rapport om projektet, afklassificeret i 1966.
- Camp Century (English) Arkiveret 24. april 2010 hos  Wayback Machine
- Camp Century, Greenland (English)
- U.S. Army film om konstruktionen af Camp Century (English)
- Dansk jakt på atombase som sank i isen
- Manden uden skygge / DR. 5. maj 2018

77°10′00″N 61°08′00″V / 77.16667°N 61.13333°V